# روز جهانی نوروز
مجمع عمومی سازمان ملل متحد در تاریخ سه شنبه ۴ اسفند ۱۳۸۸ برابر با ۲۳ فوریه ۲۰۱۰ با تصویب قطعنامه‌ای روز ۲۱ مارس برابر با ۱ فروردین را در چارچوب مادهٔ ۴۹ و تحت عنوان فرهنگ صلح به عنوان روز جهانی نوروز به تصویب رسانده و در تقویم خود جای داد، طی این اقدام که برای نخستین‌بار در تاریخ این سازمان صورت گرفت، نوروز ایرانی به‌عنوان یک مناسبت بین‌المللی به رسمیت شناخته شد.
قطعنامه نوروز به ابتکار نمایندگی جمهوری اسلامی ایران در سازمان ملل متحد و با همکاری جمهوری آذربایجان، افغانستان، تاجیکستان، ترکیه، ترکمنستان، قزاقستان و قرقیزستان آماده و به مجمع عمومی سازمان ملل ارائه شد،  ضمن اینکه ۳ کشور هند، آلبانی و مقدونیه نیز در روز رای‌گیری به کشورهای تهیه‌کننده این قطعنامه پیوستند.
در اطلاعیه دفتر روابط عمومی مجمع عمومی سازمان ملل آمده‌است که امروزه بیش از ۳۰۰ میلیون نفر در ایران، افغانستان، تاجیکستان، جمهوری آذربایجان و سایر کشورهای آسیای میانه و قفقاز، در منطقه بالکان، حوزه دریای سیاه و خاورمیانه آغاز فصل بهار را با سنت باستانی عید نوروز که تاکیدی است بر زندگی در هماهنگی و تعادل با طبیعت، جشن می‌گیرند. در متن به تصویب رسیده در مجمع عمومی سازمان ملل، نوروز، جشنی با ریشهٔ ایرانی که قدمتی بیش از ۳ هزار سال دارد، توصیف شده‌است.
پیشتر و در تاریخ ۸ مهر همین سال عید نوروز به عنوان میراث فرهنگی و معنوی بشری، در سازمان آموزشی، علمی و فرهنگی سازمان ملل، یونسکو، به ثبت رسیده بود.

## بندهای این قطعنامه
این قطعنامه در ۱۷ بند مقدماتی و ۵ بند اجرایی تنظیم شده‌است، که بندهای اجرایی آن به این شرح می‌باشد:
1. شناسایی ۱ فروردین برابر با ۲۱ مارس به عنوان روز بین‌المللی نوروز
2. استقبال از تلاش کشورهایی که نوروز را گرامی می‌دارند در جهت حفظ و توسعه فرهنگ و سنت‌های نوروزی
3. تشویق دیگر کشورها به آگاه‌سازی در مورد نوروز و سازماندهی مراسمی در بزرگداشت نوروز به طریق مقتضی
4. درخواست از کشورهایی که نوروز را گرامی می‌دارند برای پژوهش پیرامون تاریخ و سنت‌های نوروزی با هدف انتشار آگاهی در مورد میراث نوروز در میان جامعه بین‌المللی
5. دعوت از کشورهای علاقمند، نظام ملل متحد، کارگزاری‌های تخصصی ملل متحد به‌ویژه یونسکو، صندوق‌ها و برنامه‌های ملل متحد، سازمانهای بین‌المللی و منطقه‌ای و سازمان‌های غیردولتی برای شرکت در مراسم نوروزی [۶][۷]

## منبع
1. ↑  عید نوروز مبارک باد
2. 1 2  روز جهانی نوروز در سازمان ملل ثبت شد
3. ↑  آشنایی با روز جهانی نوروز
4. ↑  «سازمان ملل ۲۱ مارس را به عنوان روز جهانی نوروز به رسمیت شناخت». بایگانی‌شده از اصلی در ۱۹ دسامبر ۲۰۱۱. دریافت‌شده در ۲۲ مارس ۲۰۱۱.
5. ↑  ثبت نوروز و ردیف موسیقی سنتی ایران در یونسکو
6. ↑  «ثبت روز جهانی نوروز در سازمان ملل». بایگانی‌شده از اصلی در ۱۲ آوریل ۲۰۱۰. دریافت‌شده در ۲۲ مارس ۲۰۱۱.
7. ↑  General Assembly Recognizes 21 March as International Day of Nowruz

- وب‌گاه جشن جهانی نوروز

## پیوندهای بیرونی
- متن گزارش مجمع عمومی سازمان ملل در مورد روز جهانی نوروز در وب‌گاه این سازمان